# Dschungelmaina
|  | Dieser Artikel wurde aufgrund von formalen oder inhaltlichen Mängeln in der Qualitätssicherung Biologie zur Verbesserung eingetragen. Dies geschieht, um die Qualität der Biologie-Artikel auf ein akzeptables Niveau zu bringen. Bitte hilf mit, diesen Artikel zu verbessern! Artikel, die nicht signifikant verbessert werden, können gegebenenfalls gelöscht werden. Lies dazu auch die näheren Informationen in den Mindestanforderungen an Biologie-Artikel. |

Die Dschungelmaina (Acridotheres fuscus) ist ein Singvogel aus der Familie der Stare. Sie brütet im tropischen Asien von Indien bis Indonesien.
Sie wird 23 cm lang und hat ein graues Gefieder. Man findet sie nahe an Gewässern oder in Reisfeldern. Sie ist Allesfresser und ernährt sich von Obst, Körnern und Insekten.
Sie wird gerne als Käfigvogel gehalten.

## Unterarten
Es sind folgende Unterarten bekannt:
- Acridotheres fuscus mahrattensis (Sykes, 1832) kommt im  westlichen und südlichen Indien vor.
- Acridotheres fuscus fuscus (Wagler, 1827) ist vom nördlichen Pakistan und nördlichen Indien bis Bangladesch und das zentrale und südliche Myanmar verbreitet.
- Acridotheres fuscus fumidus Ripley, 1950	kommt im Nordosten Indiens vor.
- Acridotheres fuscus torquatus Davison, WR, 1892 ist auf der Malaiischen Halbinsel verbreitet.